# Alex Řehák
Alex Řehák (* 5. dubna 1995, Ústí nad Orlicí) je český fotbalový obránce, který momentálně působí v českém celku Sigma Olomouc.

## Mládežnická kariéra
V sezóně 2013-14 byl kapitánem výběru Sigmy Olomouc do 19 let.

## Klubová kariéra
Řehák debutoval za A-tým Sigmy Olomouc 11. března 2014 v přátelském zápase proti Senici (výhra 3:0).

## Reprezentační kariéra

### Mládežnické výběry
V mládežnické reprezentaci debutoval 21. října 2010 za tým U16 v přátelském zapase proti Belgii (výhra 2:1).